# Hans de Widt
Johan (Hans) de Widt (Bandoeng, 12 januari 1939) is een Nederlands politicus van de VVD.
De Widt werd geboren in het toenmalig Nederlands-Indië waar zijn vader, mr. Johan de Widt (1908-1971),  burgemeester van Pekalongan (Java) is geweest. Na de Tweede Wereldoorlog kwam het gezin naar Nederland waar vader burgemeester was van Avereest (1946-1958), Middelburg (1958-1961) en Amersfoort (1961-1971).
Na de RHBS (Middelburg)  studeerde hij aan de Koninklijke Militaire Academie (KMA) in Breda en vervolgens diende De Widt van 1964 tot 1970 als beroepsofficier bij de Koninklijke Landmacht. Daarna maakte hij de overstap naar de burgermaatschappij en werkte van 1970 tot 1971 als planning-functionaris marketing bij NV Philips Electrologica in Apeldoorn  vervolgens van  1971 tot 1975 als medewerker van het kabinet van de commissaris van de Koningin te Overijssel. 
In navolging van zijn vader werd hij in 1975 burgemeester en wel van de toenmalige Noord-Hollandse gemeente Bennebroek. In 1983 volgde zijn benoeming tot burgemeester van Best en vanaf 1989 was De Widt de burgemeester van Soest tot hij in februari 2000 vervroegd met pensioen ging.